# Мёртвый — значит мёртвый
«Мёртвый — значит мёртвый» (англ. Dead Is Dead) — двенадцатая серия пятого сезона и девяносто восьмая серия в общем счёте телесериала «Остаться в живых». Центральный персонаж серии — Бенджамин Лайнус.

## Сюжет

### Воспоминания
Чарльз Уидмор приезжает в лагерь Других верхом на лошади. Он входит в палатку, в которой остаётся молодой Бен, все ещё выздоравливающий от огнестрельного ранения. Во время разговора становится ясно, что Бен не помнит, как он был ранен. Чарльз Уидмор говорит Бену, что они отошлют его назад, жить в проекте ДХАРМЫ, но уверяет Бена, что он может все ещё быть одним из других.
Бен и молодой Итан Ром стоят в кустах, наблюдают за палаткой. Итан пытается убедить Бена позволить ему пойти, но Бен говорит Итану стоять тихо, пока Бен один пойдет в лагерь. В палатке спящая Даниэль Руссо. Бен снимает своё оружие, чтобы убить её, но ребёнок просыпается и начинает кричать, Бен сваливает музыкальную шкатулку Руссо, берёт ребёнка в свои руки, выстреливает в песок и говорит Руссо не двигаться. Он говорит ей, что ребёнок будет в безопасности с ними, и что она должна считать себя удачливой, потому что он оставил её живой. Тогда же он говорит ей, что, если она услышит шепоты, она должна убегать от них подальше. Бен уходит из палатки с маленькой Алекс на руках.
По возвращении Бена встречает сердитый и стареющий Чарльз Уидмор, который требует сказать, почему Бен держит ребёнка на руках. Бен возмущён, что Чарльз не сообщил ему о ребёнке, до принятия этой миссии. Бен говорит, что Руссо не представляет угрозы им. Уидмор требует, чтобы Бен убил её, утверждая, что это было желание Джейкоба. Бен отказывается, вместо этого предлагая, если это действительно желание Острова, чтобы Уидмор сам убил младенца. Насмехаясь, Уидмор поворачивает к нему спиной и оставляет Бена, держащего ребёнка.
В Бараках Бен качает Алекс на качелях, к нему приближается Ричард. Ричард сообщает Бену, что подводная лодка собирается уехать и что Бену не обязательно провожать её пассажиров, если он не хочет. Бен чувствует, что он нуждается, и идёт в док, где Уидмор находится в наручниках во главе с вооружёнными охранниками, идёт к субмарине. Бен говорит с Уидмором, который чувствует, что Бен пришёл, чтобы «позлорадствовать» о его победе над Уидмором. Уидмор был сослан потому, что «нарушил правила»: а именно, для того, чтобы регулярно уезжать с Острова, и для того, чтобы иметь семью вне Острова. Уидмор презрительно говорит Бену, что однажды ему придется выбирать между Алекс и Островом. Тогда и он будет сослан на субмарине.
После отъезда Джека и других в Лос-Анджелес Бен идёт по пристани для яхт и звонит Чарльзу Уидмору, сообщая ему, что он собирается вернуться на остров, а перед этим убить его дочь Пенелопу, которая сейчас находится также на пристани. Он приближается, чтобы сделать это, но тут встречает Десмонда, разгружающего багажник автомобиля. Десмонд спрашивает Бена, что он тут делает, Бен, недолго думая, стреляет в него, хотя не смертельно, Десмонд падает на землю. Бен подходит к яхте, держа Пенни под прицелом, говоря ей, что её отец убил его дочь. Пенни утверждает, что у неё нет никаких отношений с её отцом, но Бен готовится стрелять в неё. Пока не увидал сына Пенни и Десмонда. Тогда Бен опускает своё оружие, но тут же Десмонд накидывается на него, и избивая, бросает в воду.

### Остров (2007 год)
Бен пробуждается и видит Локка, сидящего рядом с ним. Он сильно удивлён, что Локк жив, но говорит Локку, что он верил в его воскрешение. Также он говорит Локку, что нарушил правила острова и его должен судить Монстр. Бен идёт на берег, где встречает Брама и Илану, они пытаются перенести металлический ящик. Позже Бен говорит с Цезарем о Локке, говоря ему, что он сомневается, что Локк был на самолёте. Бен симулирует невежество, когда Цезарь сообщает ему, что Локк полагает, что Бен убил его, говоря, что Локк безумен и опасен. Цезарь говорит Бену, что он присмотрит за ним, и показывает ему дробовик, который он взял из офиса Бена до этого. Позже в офисе Гидры Бен смотрит на стол и находит фотографию и помещает её в карман, как раз в то самое время, когда Локк входит в комнату. Локк требует объяснить Бена о факте, почему он убил его. Бен отвечает, что это был единственный способ возвратить его, так же, как остальную часть их, и что у него была важная информация. Локк говорит ему, что он хотел извинение, и предлагает помощь Бену с Монстром.
Бен и Локк хотят уехать с острова Гидры и готовят Аутригер, намереваясь отправиться к главному острову. Внезапно Цезарь и трое других оставшихся в живых появляются и говорят, что не дадут забрать Аутригер. Цезарь говорит, что он главный, и запрещает им использовать Аутригер, куда бы они не направлялись. Локк отказывается слушать, и Цезарь пытается достать свой дробовик, но его там не оказывается. Бен показывает, что оружие у него, стреляет невооружённому Цезарю в грудь и говорит остающимся в живых уходить. Бен даёт Джону дробовик и просит его рассматривать это как извинение за убийство Локка. Локк и Бен устанавливают парус и отправляются к главному острову.
По прибытии на остров они мгновение отдыхают в доке. Локк говорит Бену, что он полагает, что Бен вернулся только потому, что ищет прощение за смерть Алекс. Бен не подтверждает и не опровергает это. Они идут в Бараки, где они видят, что какая-то тень шагает в окне старой комнаты Алекс. Бен находит в комнате Сун. Фрэнк также находится в доме, и они говорят Бену, что человек по имени Кристиан сказал им ждать там Джона Локка, которого они считали мёртвым, но он стоит снаружи. Сун показывает Бену фотографию новичков ДХАРМЫ 1977, и выражает удивление, что Бен не знает, что их друзья были в проекте ДХАРМЫ.
Фрэнк не советует Сун идти за мертвецом (Локк) и убийцей (Бен), но Сун утверждает, что она будет следовать за ними куда угодно, если есть шанс, что Джин жив. Бен идёт в секретную комнату, в его книжном шкафу, где он пытается вызвать Монстра. Он говорит громко: «Я буду снаружи». Выходит наружу, чтобы ждать вместе с Сун. Сун говорит, что, вероятно, Джек лгал о смерти Джона, чтобы убедить их возвратиться на Остров, но Бен говорит ей, что Локк был мёртв и что он понятия не имел, что Локк воскреснет; он никогда не видел, чтобы Остров творил такое чудо. Фрэнк уезжает, чтобы возвратиться на остров Гидры, после провальной попытки убедить Сун идти с ним.
Монстр не появился, и Локк говорит Бену, что они должны пойти, чтобы найти его. Бен утверждает, что он не знает, где живёт Монстр, но Локк говорит ему, что он знает. Бен и Сун следуют за Локом к стенам Храма. Тогда Локк показывает, что они собираются спуститься через отверстие в земле. Они спускаются, и Сун остаётся снаружи. Прежде, чем Бен спускается, он говорит Сун, что, если она уедет с Острова, она должна найти Десмонда и сказать ему, что он сожалеет. Когда Сун просит объяснить, о чём он, Бен говорит ей, что Десмонд поймет.
Тем временем Фрэнк возвращается на остров Гидры в аутригере. К нему вскоре приближается Джед и предупреждает его, что у Иланы и нескольких других оставшихся в живых есть оружие. Фрэнк, осторожно, идёт в лагерь, где он внезапно удерживается под прицелом Иланы и Брэма. Илана спрашивает Фрэнка: «Что лежит в тени статуи?». Когда Фрэнк не отвечает, она вырубает его прикладом, и говорит Брэму связать Фрэнка, поскольку он идёт с ними.
Спустившись в пещеру, Локк и Бен поджигают факелы. Бен говорит Локку, что он полагает, что рассуждение Локка было правильным, и что он ищет Монстра из-за смерти Алекс. И тут основание под Беном проваливается, и он падает на другой уровень Храма. Локк говорит Бену, что он поищет что-нибудь, чтобы достать Бена.
Бен идёт по комнате, смотря на колонны, покрытые иероглифами, делая паузу, чтобы рассмотреть каменную группу, покрытую резными фигурками египетского стиля, которая изображает Монстра и человека с головой шакала (возможно, египетское божество Анубис). Ниже вырезанная каменная решётка, повернутая вниз. Бен слышит шумы Монстра, и смотрит на его появление из решётки прямо перед ним. Монстр окружает Бена, циркулируя вокруг него. Бен сталкивается с воспоминаниями об Алекс и Уидморе, включая смерть Алекс в руках Мартина Кими. После показа этих видений Бену Монстр уменьшается, и тут появляется Алекс.
Бен приносит извинения дочери, говоря, что он допустил ошибку во всём. Она признаёт и припирает его у соседней колонны, сообщая Бену, что она знает о его плане убить Локка снова, и требует от него, чтобы он всегда следовал за Локком, или она убьёт его. Бен обещает, и неожиданно Алекс исчезает. Локк зовет Бена к отверстию и опускает виноградную лозу, чтобы достать Бена. Бен говорит, что Монстр позволил ему жить.